# Pastor-jugoslavo
A pastor jugoslavo (português europeu) ou pastor iugoslavo (português brasileiro)[a][b] é uma raça originária da região dos Balcãs na antiga Jugoslávia, mais precisamente nas atuais Macedônia do Norte e Kosovo. 

## História
A história deste cão é tão incerta e conflituosa quanto a história de seu local de origem: foi dizimado até quase a extinção e possui diversos nomes, como pastor iugoslavo da sarplarina. Apesar da certeza de sua região de origem, não se sabe com precisão o país do qual é oriundo. Inicialmente criada para guardar os rebanhos nas montanhas do sudoeste iugoslavo, é considerada por alguns a raça mais antiga de mossoloides. Sem futuro em sua terra natal, é criado nos Estados Unidos e no Canadá para embates com coiotes e lobos enquanto cão de guarda.

## Características
Fisicamente pode atingir os 60 cm na cernelha e pesar 36 kg. Sua pelagem, densa e de tamanho geral médio, é de difícil cuidado e possui quatro diferente colorações. Enquanto sua cabeça, orelhas e face anterior são cobertas por uma pelagem curta, seu pescoço, tronco, cauda e face posterios dos membros são recobertos por pelos mais longos e duros. No entanto, sua subpelagem é fina e densa.
De adestramento considerado bastante difícil, não é tido como um animal de estimação, mas sim de trabalho. Ainda assim, tem seu temperamento classificado como corajoso e leal ao dono, embora não seja visto como sociável.